# Thomas Knoll
 (octobre 2012).
Pour les articles homonymes, voir Knoll (homonymie).
Thomas Knoll est un développeur informatique américain qui, dans la fin des années 1980, créa le programme de retouche d'images Photoshop.
À l'origine, il voulait créer un simple programme d'affichage d'images en niveaux de gris, mais son frère, John Knoll, lui conseilla de créer un logiciel de retouche d'images.
En 1989, il vend son programme à Adobe Systems.
Photoshop 1.0 vit le jour en 1990 sur Macintosh, et est édité par Adobe depuis cette première version.